# Ягода Михайловска-Георгиева
Ягода Михайловска-Георгиева (на македонска литературна норма: Јагода Михајловска-Георгиева) е северномакедонска журналистка, редакторка, филмова критичка и авторка на произведения в жанровете драма, пътепис и детска литература.

## Биография и творчество
Родена е на 3 март 1953 г. в Скопие, СФР Югославия (днес Северна Македония). Следва във Филологическия факултет „Блаже Конески“ на Скопския университет Св. св. Кирил и Методий“.
След дипломирането си работи като журналистка в седмичника „Пулс“. После работи като редакторка в телевизия „Телма“. Авторка е на поредица телевизионни пътеписи за Бомбай и за Гоа в Индия, за Катманду и Хималаите в Непал. Осъществявайки мечтата си, става част от четиричленна експедиция и изкачва Хималаите до надморска височина от 5000 м.
Членка е на Дружеството на писателите на Македония от 1990 г.
Първата ѝ книга, сборникът с есета „Огледала: Лудо билје“ е издадена през 1994 г. През 1998 г. е издаден сборникът ѝ с разкази „Мојата кожа“ (Моята кожа).
През 2008 г. е издаден романът ѝ „Индиговият Бомбай“, а през 2015 г. романът „Камъкът на твоя ден: хималайска приказка“. Двата романа са белязани от личните преживявания на авторката, свързани с пътувания ѝ в Индия и Хималаите.
Носителка е на наградата „Рациново признание“ за най-добра прозаична книга за „Камъкът на твоя ден“, на наградата „Роман на годината“ за „Индиговият Бомбай“, и наградата „Стале Попов“ на Дружеството на писателите на Македония за романа „Манастирът Фуентарабия“.
През 2018 г. прави литературно турне в България за предстаняне на книгите си.
Съпруга е на един от най-видните северномакедонски хирурзи, който извършва трансплантация на бъбреци.
Ягода Михайловска-Георгиева живее със семейството си в Скопие.

## Произведения

### Самостоятелни романи
- Индиго Бомбај (2008) – награда „Роман на годината“
Индиговият Бомбай, изд.: ИК „Персей“, София (2018), прев. Мариян Петров
- Каменот од твојот ден (2015) – награда „Рациново признание“
Камъкът на твоя ден : хималайска приказка, изд.: ИК „Персей“, София (2018), прев. Таня Попова
- Манастир Фуентерабија (2017) – награда „Стале Попов“

### Сборници
- Мојата кожа (1988) – разкази
- Дрско црвен кармин (2012) – разкази

### Детско-юношеска литература
- Момчето молња (1999)
- Игбал, мојата тајна (2000) – роман

### Документалистика
- Огледала: Лудо билје (1994) – есета